# Törringe-Västra Kärrstorps församling
Törringe-Västra Kärrstorps församling var en församling i Lunds stift och i Svedala kommun. Församlingen uppgick 2002 i Svedala församling.

## Administrativ historik
Församlingen bildades 1998 genom sammanslagning av Törringe och Västra Kärrstorps församlingar.
Församlingen var till 2002 annexförsamling i pastoratet Svedala, Börringe och Törringe-Västra Kärrstorp. Församlingen uppgick 2002 i Svedala församling.

## Kyrkor
- Törringe kyrka
- Västra Kärrstorps kyrka